# بادیویتسا
بادیویتسا (به صربی: Badljevica) یک روستا در صربستان است که در اسمدرفو واقع شده‌است. بادیویتسا ۴۳۹ نفر جمعیت دارد.